# Алина Логвиненко
Алина Логвиненко (укр. Аліна Вікторівна Логвиненко; Артемивск, 18. јул 1990) је украјинска атлетичарка, специјалиста за трчање на 400 метара. Чланица је украјинске штафете 4 х 400 метара, са којом је освојила европско првенство 2012.

## Спортска биографија
На Европском првенству у Хелсинкију 2012., са украјинском штафетом 4 х 400 метара у саставу Јулија Олишевска, Олга Земљак, Наталија Пигида и Алина Логвиненко, освојила је златну медаљу резултом 3:25,07, који је био најбољи резултат сезоне у Европи.
Исте године на Олимпијским играма 2012. у Лондону штафета у саставу: Алина Логвиненко, Олга Земљак, Хана Јарушчук и Наталија Пигида заузеле су 4. место. Алина Логвиненко се такмичила и у појединачној конкуренцији на 400 м и испала у полуфиналу.

## Значајнији резултати
| Год. | Такмичење                                  | Место     | Резултат | Дисциплина | Резултат |
| ---- | ------------------------------------------ | --------- | -------- | ---------- | -------- |
| 2009 | Европско првенство за јуниоре              | Нови Сад  |          | 4 х 400 м  | 3:35,82  |
| 2010 | Европско екипно првенство — Суперлига      | Берген    |          | 4 х 400 м  | 3:27,60  |
| 2011 | Европско првенство за млађе сениоре (У-23) | Острава   |          | 4 х 400 м  | 3:30,13  |
| 2011 | Европско екипно првенство — Суперлига      | Стокхолм  |          | 4 х 400 м  | 3:28,13  |
| 2012 | Првенство Европе                           | Хелсинки  |          | 4 х 400 м  | 3:25,07  |
| 2012 | Олимпијске игре                            | Лондон    | 4.       | 4 х 400 м  | 3:23,57  |
| 2012 | Олимпијске игре                            | Лондон    | 12.      | 400 м      | 51,38    |
| 2013 | Светско првенство                          | Москва    | 5.       | 4 х 400 м  | 3:27,38  |
| 2015 | Европско првенство у дворани 2015.         | Праг      | 5.       | 4 х 400 м  | 3:32,39  |
| 2015 | Европско екипно првенство — Суперлига      | Чебоксари |          | 4 х 400 м  | 3:29,79  |

## Лични рекорди
| Дисциплина | Резултат | Место | Датум        |
| ---------- | -------- | ----- | ------------ |
| 200 метара | 23,24    | Јалта | 28. мај 2012 |
| 400 метара | 51,19    | Јалта | 12. јун 2012 |